# Cleilton Itaitinga
Cleilton Monteiro da Costa (* 4. Oktober 1998 in Itaitinga), bekannt als Cleilton Itaitinga oder Itaitinga, ist ein brasilianischer Fußballspieler.

## Karriere
Cleilton Itaitinga begann seine Laufbahn in den Jugendmannschaften des AE Tiradentes, Palmeiras São Paulo, EC Vitória und dem Fortaleza EC in seinem Heimatstaat Ceará. Im Sommer 2018 wechselte er zum Schweizer Erstligisten FC Sion. Am 27. September desselben Jahres, dem 8. Spieltag, debütierte er beim 1:2 gegen den FC Zürich in der Super League, als er in der 75. Minute für Anto Grgić eingewechselt wurde und vier Minuten später den zwischenzeitlichen Ausgleich markierte. Bis Saisonende kam er zu neun Ligaeinsätzen für die erste Mannschaft, wobei er vier Tore erzielte. Zudem absolvierte er einige Partien für die Reserve in der drittklassigen Promotion League. In der folgenden Spielzeit avancierte er zum Stammspieler der Profis und bestritt 25 Ligaspiele, in denen er dreimal traf. Nach neun weiteren Spielen in der Super League schloss er sich im Januar 2021 auf Leihbasis dem französischen Zweitligisten FC Pau an. Bis Saisonende verpasste er kein Spiel der Südfranzosen in der Ligue 2. Nach Leihende kehrte er zur Saison 2021/22 zum FC Sion zurück.